# Pierre Demours

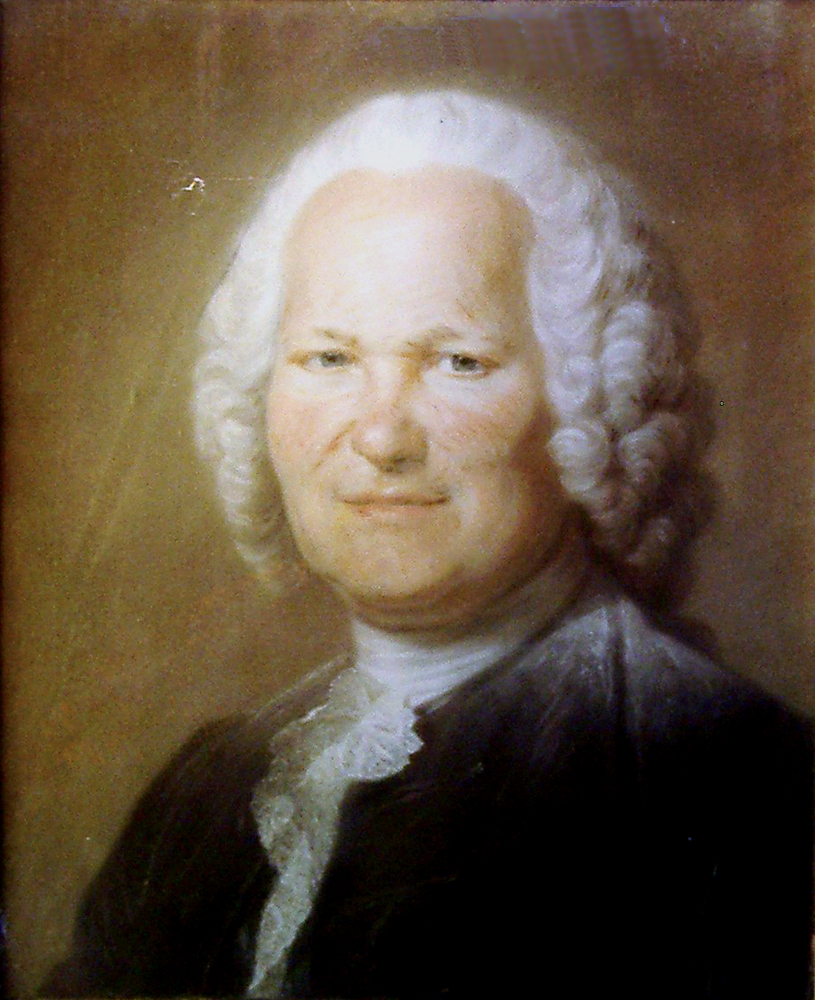
Pierre Demours, pastel autorstwa Quentina de La Toura

Pierre Demours (ur. 1702 w Marsylii, zm. 26 czerwca 1795 w Paryżu) – francuski lekarz, zoolog, okulista i tłumacz. Znany z badań nad strukturą oka oraz z przekładów ważnych dzieł naukowych z języka angielskiego na francuski.

## Życiorys
Urodził się w Marsylii w rodzinie farmaceuty. Był ojcem Antoine'go Pierre'a Demoursa (1762–1836), również okulisty i autora publikacji naukowych.
Studiował medycynę w Awinionie, a następnie w Paryżu. Po uzyskaniu tytułu doktora medycyny powrócił do Paryża na dalsze studia. Został wybrany na asystenta Guicharda Josepha Duverneya. Po śmierci Duverneya w 1730 roku, został demonstratorem w ogrodzie króla, z rekomendacji Pierre’a Chiraca, lecz stracił tę posadę dwa lata później po śmierci Chiraca.
Zamierzał powrócić do Awinionu, jednak za radą Antoine’a Petita pozostał w Paryżu jako jego współpracownik. Na jego sugestię skoncentrował się na anatomii i schorzeniach oka, stając się cenionym okulistą.
Opisał strukturę błony znajdującej się między zrębem rogówki a warstwą komórek śródbłonka, znanej współcześnie jako błona Descemeta, choć czasem nazywanej również błoną Demoursa (Tunica Demoursii).
Opisał również rozmnażanie pętówki babienicy (Alytes obstetricans), które początkowo spotkało się z niedowierzaniem, lecz jego ustalenia zostały potwierdzone w 1872 roku przez Arthura de l'Isle du Dréneuf.

## Działalność tłumaczeniowa
Demours był aktywnym tłumaczem z języka angielskiego na francuski. Przełożył m.in. eseje medyczne Towarzystwa Filozoficznego w Edynburgu oraz tomy Transactions of the Royal Society. Jego tłumaczenie pracy Stephena Halesa o wentylacji miało istotny wpływ na spadek śmiertelności w więzieniach i na statkach.

## Wybrane prace

### Autor
- Observations concernant l'histoire naturelle, et les maladies des yeux (1740)
- Observations sur le crapaud mâle accoucheur de la femelle. W: Histoire de l'Académie royale des sciences (1741)[1]
- Sur la structure cellulaire du corps vitré (1741)
- Observations sur la cornée (1741)

### Redaktor
- Table générale des matières contenues dans l'histoire et les mémoires de l'Académie royale des sciences (1747)

### Tłumacz
- Essais et observations de medecine de la Société d'Edinbourg : ouvrage traduit de l'Anglois, & augmenté par le traducteur d'observations (1740–1747)[5]

- E. Hales, Description du ventilateur, par le moyen duquel on peut renouveller facilement & en grande quantité, l'air des mines, des prisons, des hôpitaux, des maisons de Force, & des vaisseaux ... (1744)[6]
- Henry Baker, Essai sur l'histoire naturelle du polype, insecte (1744)
- John Ranby, Méthode de traiter les plaies d'armes à feu... (1745)
- Transactions philosophiques de la Société Royale de Londres. Années 1737 à 1746 (1759–1761)